# George Lucas in Love
George Lucas in Love (George Lucas enamorado) es un cortometraje de Joe Nussbaum, realizado en 1999. Se suele creer erróneamente que se trata de un film de estudiantes de cine, pero sus realizadores ya no estudiaban cuando lo hicieron. Se trata de una biografía apócrifa de George Lucas, que narra sus días como estudiante, cuando escribía el guion de Star Wars. Los diferentes personajes de la saga aparecen en el campus, inspirando al joven Lucas. La historia está levemente inspirada en Shakespeare in Love. Los realizadores y muchos de los técnicos y actores que participaron son estudiantes y graduados de la Universidad del Sur de California. El proyecto fue financiado con dinero de los abuelos del director.La película circuló por Hollywood durante el verano, fue premiada en el Festival de Toronto el 19 de septiembre y publicada por el sitio web MediaTrip.com el 12 de octubre de 1999. George Lucas felicitó a los realizadores en una carta.
Fue premiada en festivales en los Estados Unidos, Canadá, España y Francia. Fue un gran éxito de venta cuando fue lanzada en VHS en el año 2000. El DVD apareció en 2001. Nunca fue distribuida comercialmente fuera de los Estados Unidos.
- Datos: Q665070